# 姚新中
姚新中（1957年—），河南驻马店人，中华人民共和国儒学研究者，现任中国人民大学哲学院院长、教授，同时也是《儒学百科全书（Encyclopaedia of Confucianism）》的编著者。姚新中曾经攻读于中国人民大学，在威尔士大学取得博士学位。姚新中曾任伦敦国王学院中国研究所所长，此前担任英国威尔士大学宗教和伦理学教授，牛津大学奕恩朗希中心研究员。姚新中的研究主要关注于儒学，其中也包括儒学和基督教之间的比较研究。1998年为表彰其在英国儒学作出的贡献，特授其香港孔子学院荣誉主席。

## 著作
- Yao, Xinzhong. . RoutledgeCurzon. 2003. ISBN 978-1898723769.
- Yao, Xinzhong. . Cambridge University Press. 2000. ISBN 978-0521644303.
- Yao, Xinzhong. . Sussex Academic Press. 1997. ISBN 978-1898723769.